# Alburnus mentoides
Alburnus mentoides е вид лъчеперка от семейство Шаранови (Cyprinidae). Видът е застрашен от изчезване.

## Разпространение
Разпространен е в Украйна.